# مسيحي يوم الأحد
مسيحي يوم الأحد أو مسيحي مرّة في الأسبوع هو مصطلح ساخر يُستخدم للإشارة إلى الشخص الذي يحضر عادةً خدمات والصلاة التي تقام في الكنيسة يوم الأحد في حين لا يتقيد بشكل صارم حسب قواعد الدين.